# Sole Jaimes

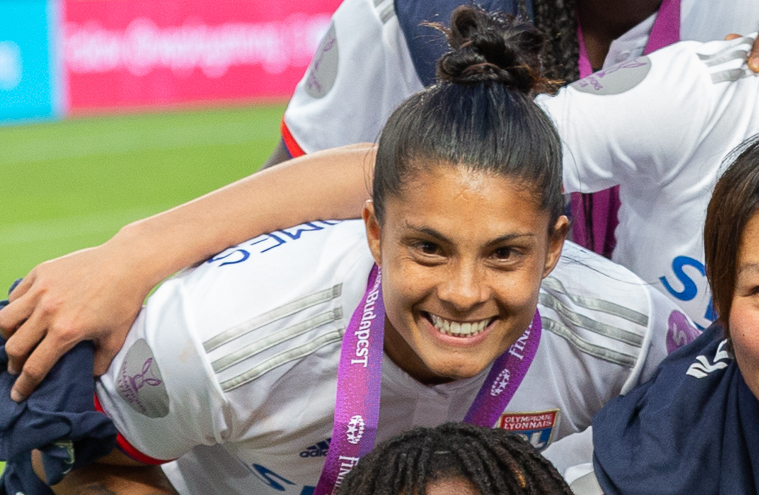
Sole Jaimes

Sole Jaimes, född den 20 januari 1989 i Nogoyá, är en argentinsk fotbollsspelare (anfallare) som spelar för Olympique Lyonnais och det argentinska landslaget. Hon är en del av den landslagstrupp som deltar i världsmästerskapet i Frankrike år 2019. Inför mästerskapet har hon gjort 6 mål på 22 landskamper. Jaimes representerade även Argentina i de olympiska sommarspelen år 2008.